# Kriegerehrenmal Sasserath

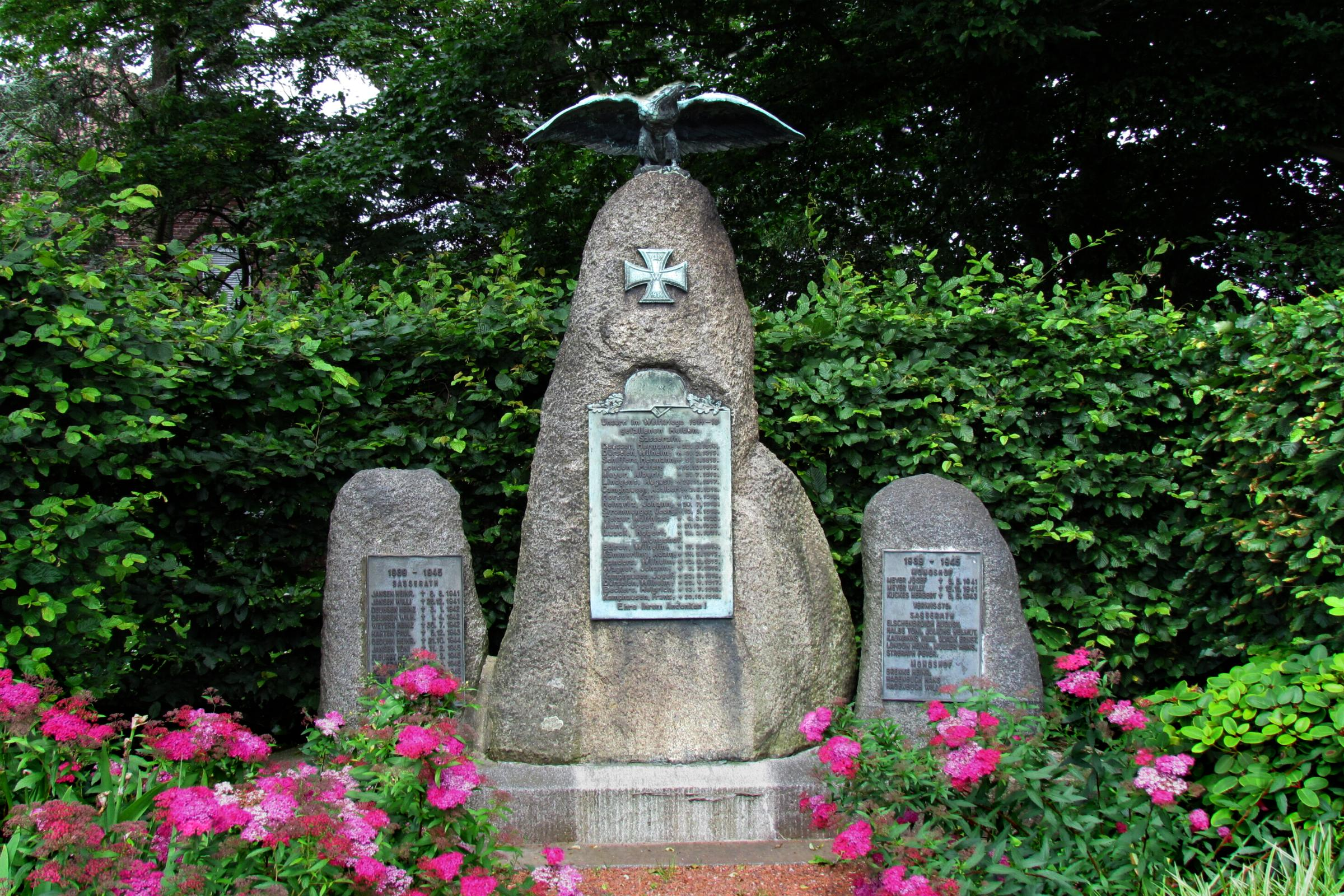
Kriegerehrenmal (2014)

Das Kriegerehrenmal Sasserath befindet sich im Stadtteil Sasserath in Mönchengladbach (Nordrhein-Westfalen), Kölner Straße/Talstraße.
Das Ehrenmal wurde nach 1918 errichtet. Es wurde unter Nr. K 097 am 24. Juli 2012 in die Denkmalliste der Stadt Mönchengladbach eingetragen.

## Lage
Das Ehrenmal liegt auf der nördlichen Seite der Kölner Straße unweit der Einmündung der Talstraße auf einem von großkronigen Bäumen bestandenen Grundstück. Es wird von einer Buchenhecke eingefasst.

### Geschichte
Das Ehrenmal erinnert ursprünglich an die aus Sasserath und Mongshof stammenden Toten des Ersten Weltkriegs. Hierfür wählte man die an die Traditionen des Kaiserreichs angelehnte Gestaltungsform. Nach dem Zweiten Weltkrieg erweiterte man das Ehrenmal, wobei man sich eng an die tradierte Gestaltung (Bestand) anpasste.
Das weitgehend im originalen Zustand erhaltene Ehrenmal erinnert in seiner während der Zeit nach dem Ersten Weltkrieg allgemein akzeptierten Ausgestaltung an die Toten und Vermissten aus Mongshof und Sasserath. Nach dem Zweiten Weltkrieg passte man die Erweiterung dem Bestand an.
An seiner Erhaltung und Nutzung besteht ein öffentliches Interesse aus wissenschaftlichen, insbesondere ortsgeschichtlichen Gründen.

## Architektur
Das Ehrenmal besteht aus drei gerundeten Findlingen. Der mittlere Stein ist der anlässlich des Gedenkens an die Opfer des Ersten Weltkriegs aufgestellte Stein. Auf einem scharrierten Kunststeinsockel erhebt sich ein Granitfindling, auf dessen Frontseite eine Bronzetafel mit den Namen von 21 gefallenen Männern aus Sasserath zu lesen sind. Bekrönt wird die Tafel von einem Stahlhelm mit Eichenlaub. Über der Tafel trägt der Stein ein Tatzenkreuz (Eisernes Kreuz) mit der Datierung 1914, auf der Spitze steht ein Adler mit ausgebreiteten Flügeln.
Nach dem Zweiten Weltkrieg wurde das Ehrenmal durch zwei kleine Findlinge erweitert. Hierfür wurde der Sockel in Beton erweitert. Die kleinen Findlinge flankieren das Ehrenmal des Ersten Weltkriegs. Der linke Stein trägt eine Bronzetafel mit zwölf Namen von Gefallenen der Jahre 1939–1945 aus Sasserath, der rechte Stein eine Tafel mit drei Namen von Gefallenen aus Mongshof. Weiterhin wird an acht Vermisste aus Sasserath und drei Vermisste aus Mongshof erinnert.